# Локомотив (футбольный клуб, Абакан)
«Локомотив» — советский и российский футбольный клуб из Абакана. Основан не позднее 1967 года. В 1968—1969 годах играл во Второй лиге чемпионата СССР.
Участник первенства РСФСР среди КФК 1990, Первенства России среди КФК 2002.
Принимает участие в чемпионате Хакасии, являющимся Четвёртым дивизионом России (пятым уровнем системы лиг).

## Названия
- 1968—2009 — «Локомотив»;
- с 2010 — «Локомотив-ТЧЭ-7»[источник не указан 1906 дней].

## Достижения
- Во второй лиге СССР — 13 место (в зональном турнире класса «Б» 1968 год).